# 別所インターチェンジ

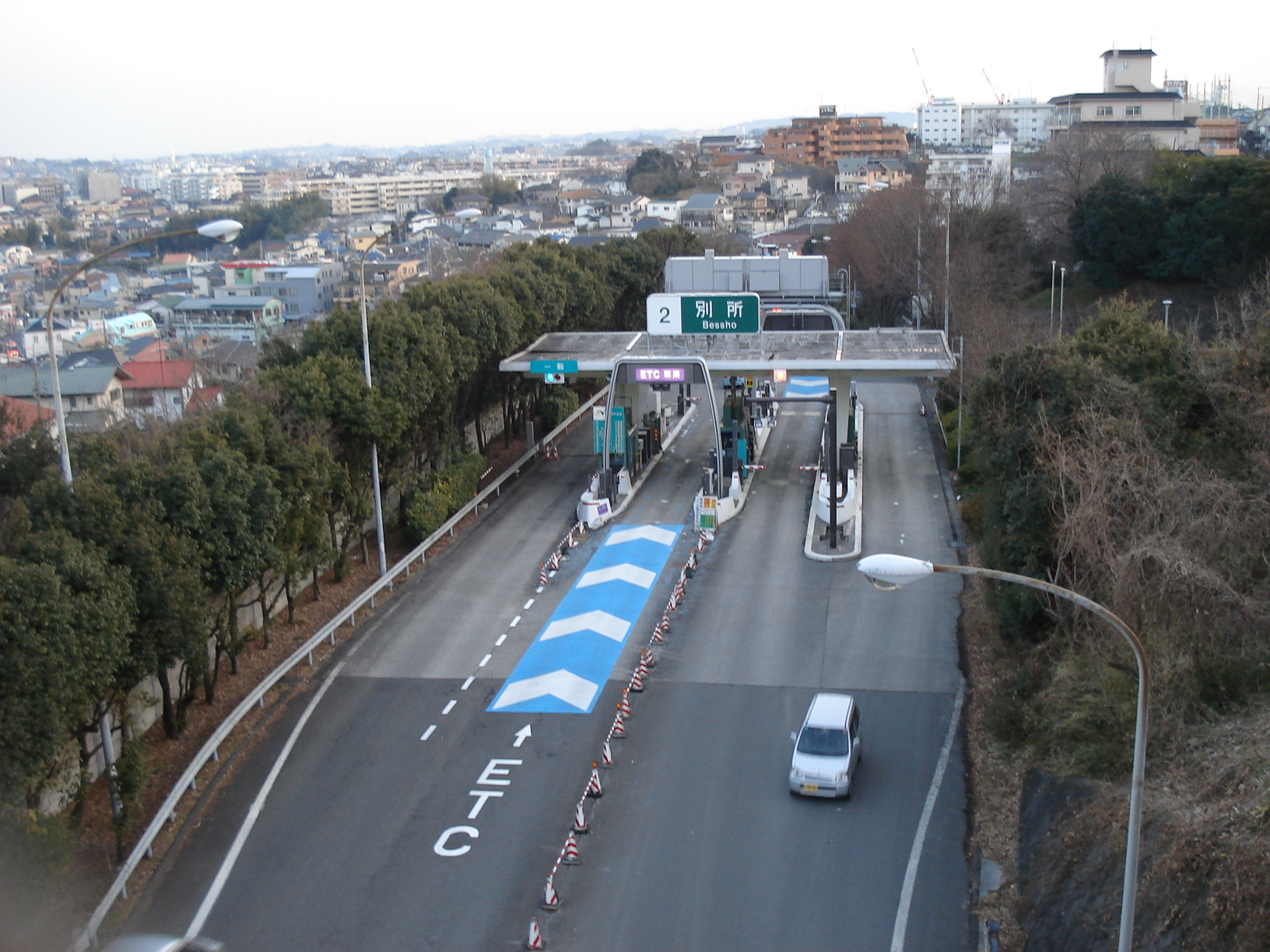
出口料金所

別所インターチェンジ（べっしょインターチェンジ）は、神奈川県横浜市南区別所にある、横浜横須賀道路のインターチェンジである。ここから横浜市道汐見台平戸線を経由して、東へ向かうと神奈川県道21号横浜鎌倉線（鎌倉街道）に至り、西へ向かうと国道1号に至る。なお、接続する汐見台平戸線はインターチェンジ周辺が大型･特大車通行止区間のため、大型･特大車は利用することができない。

## 道路
- E16横浜横須賀道路(2番)
- 横浜市道汐見台平戸線
  - インターを出て右折：すぐに港南区に入り、芹が谷・東戸塚駅・国道1号方面
  - インターを出て左折：最戸・鎌倉街道・上大岡駅方面

## 歴史
- 1981年（昭和56年）3月31日 : 狩場IC-日野IC間開通に伴い開設。

## 周辺
- 駅
  - 左折京急本線･横浜市営地下鉄ブルーライン（上大岡駅）
  - 右折JR横須賀線（東戸塚駅）
- 横浜市立別所小学校
- 横浜市立南が丘中学校

## 隣
E16 横浜横須賀道路
(1)狩場JCT/狩場IC - 六ッ川TB -  (2)別所IC - (3)日野IC